# Ernst Krebs (Sportler)

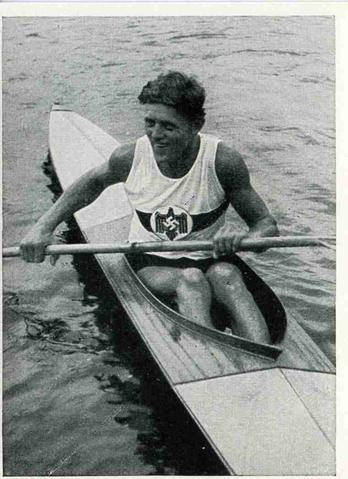
Ernst Krebs (1936)

Ernst Krebs (* 4. November 1906 in München; † 20. Juli 1970 in Gauting) war ein deutscher Bergsteiger, Skilangläufer und Kanute, der 1936 im Kanusport eine olympische Goldmedaille gewann.

## Karriere
Begonnen hat er seine sportliche Karriere mit dem Skilaufen. So erreichte er u. a. bei den Nordischen Skiweltmeisterschaften 1929 in Zakopane als bester Mitteleuropäer den 8. Rang über 18 km und wurde in den Jahren von 1928 bis 1932 in der Staffel des Bayerischen Skiverbandes viermaliger deutscher Meister.
Ernst Krebs gewann 1933 in Prag die erste Europameisterschaft im Einer-Kajak über 10.000 Meter vor dem Schweden Nils Wallin und dem Deutschen Edi Kleckers. 1936 siegte er bei der Deutschen Meisterschaft über 10.000 Meter. Bei den Olympischen Spielen 1936 in Berlin gewann er den Wettbewerb über 10.000 Meter in 46:01,6 Minuten mit dreizehn Sekunden Vorsprung auf den Österreicher Fritz Landertinger. 1936 fanden erstmals olympische Wettbewerbe im Kanusport statt. Am 7. August wurden die Wettbewerbe über 10.000 Meter ausgetragen, die Entscheidungen über 1000 Meter fanden am 8. August statt. Ernst Krebs war der erste Kanuolympiasieger in einer Einzeldisziplin.
Krebs war begeisterter Bergsteiger, 1932 überlebte er als Bergkamerad von Toni Schmid einen Sturz aus großer Höhe am Wiesbachhorn. 1970 starb der Spenglermeister, als er bei der Befestigung einer Dachrinne auf Höhe des dritten Stockwerks abstürzte.